# Rayane Bounida
Rayane Bounida (* 3. März 2006 in Vilvoorde) ist ein belgischer Fußballspieler. Er spielt bei Ajax Amsterdam und ist belgischer Nachwuchsnationalspieler.

## Karriere

### Verein
Rayane Bounida, dessen Wurzeln in Marokko liegen, wurde in Vilvoorde, rund zehn Kilometer nordöstlich der belgischen Hauptstadt Brüssel entfernt, geboren und spielte beim ortsansässigen Verein K.F.C. Vilvoorde sowie später bei Oud-Heverlee Löwen. Später zog es ihn in die Fußballschule des RSC Anderlecht. Beim Verein aus dem Brüsseler Vorort Anderlecht sollte Bounida an seinem 15. Geburtstag einen Profivertrag unterzeichnen, allerdings lehnte seine Familie dies ab. Auch weitere Versuche des Klubs, den Spieler im Verein zu halten, scheiterten, dabei soll der RSC Anderlecht eine Gehaltsforderung von 700.000 Euro abgelehnt haben. Am 6. März 2022 verkündete der RSC Anderlecht den Abgang von Rayane Bounida zum Ende der Saison 2021/22. Einen Tag später vermeldete Ajax Amsterdam den Wechsel zur Saison 2022/23 und gab bekannt, dass er der Spieler einen Vertrag bis zum 30. Juni 2025 erhält.
Im Dezember 2024 spielte er erstmals für Jong Ajax in der zweitklassigen Eerste Divisie, im Februar 2025 folgte gegen Heracles Almelo sein Pflichtspieldebüt für die erste Mannschaft von Ajax in der Eredivisie.

### Nationalmannschaft
Rayane Bounida gehört seit der U16 belgischen Juniorenauswahlmannschaften an.

## Sonstiges
Jean Kindermans, Nachwuchschef des RSC Anderlecht, beschreibt Rayane Bounida als „Fußballgenie“ und laut eigener Aussage habe er während seiner Amtszeit „noch nie ein solches Phänomen gesehen“. Laut dem für Ajax Amsterdam als Scout tätigen Urbain Haesaert wäre der Spieler „immer anspielbar“ und hätte eine „exzellente Ballkontrolle“ und sei „eins mit dem Ball“.